# Uzbiereż (przystanek kolejowy)
Uzbiereż (biał. Узбераж, ros. Узбережь) – przystanek kolejowy w pobliżu miejscowości Uzbiereż, w rejonie grodzieńskim, w obwodzie grodzieńskim, na Białorusi. Leży na linii dawnej Kolei Warszawsko-Petersburskiej.
Jest to ostatni przystanek linii na Białorusi. Po rozpadzie Związku Sowieckiego linia po stronie litewskiej została zlikwidowana. Tym samym przystanek Uzbiereż został przystankiem krańcowym.